# Пирифой
Пирифой, также Пиритой, Перифой (др.-греч. Πειρίθους, Περίθοος, Πειρίθοος — «сияющий» или «быстрый, как струя») — персонаж древнегреческой мифологии, царь фессалийского племени лапифов, сын Иксиона (по альтернативной версии — сын Зевса). Именно на его свадьбе произошла кентавромахия — битва лапифов с кентаврами, ставшая началом долгой вражды между двумя народами. Пирифой был лучшим другом царя Афин Тесея, вместе с которым участвовал в походе на амазонок, в охоте на калидонского вепря в Этолии, в похищении Елены, а по некоторым данным — и в плавании аргонавтов в Колхиду. Чтобы найти Пирифою новую жену, друзья спустились в подземное царство и попытались похитить супругу Аида Персефону, но потерпели неудачу. Царь лапифов оказался в плену у Аида. Позже Геракл, спустившийся в загробный мир, освободил Тесея. Против оков Пирифоя он оказался бессилен, и тот так и не вернулся в мир живых.
Отношения между Пирифоем и Тесеем считались в античной и средневековой литературе одним из классических примеров идеальной мужской дружбы. Кентавромахия и поход в загробный мир стали популярным сюжетом античного изобразительного искусства. Пирифой упоминается в поэмах Гомера и Вергилия, он был персонажем нескольких античных пьес, ни одна из которых не сохранилась. Битву лапифов с кентаврами часто изображали художники Нового времени.

## В мифологии

### Происхождение

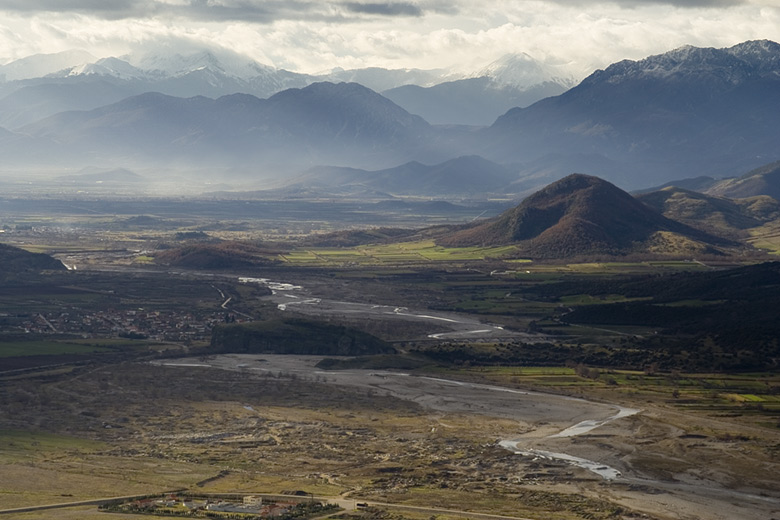
Равнина Фессалии. На заднем плане видны Пиндские горы, на переднем — река Пеней.

Греческие мифы гласят, что Пирифой родился в семье Иксиона, царя племени лапифов, которое обитало в северной части Фессалии — в районе гор Пелион и Осса, городов Гиртон, Лариса и Атракс, в долине реки Пеней. Иксиона большинство источников называет сыном Флегия, царя Орхомена в Беотии и сына Ареса. В альтернативных генеалогиях фигурируют Антион (внук Лапифа, правнук Аполлона и потомок речного бога Пенея), Айтон, Пейсион, Леонтей, Арес или сам Зевс. Пирифой находился в близком родстве с кентаврами, полулюдьми-полулошадьми: по одной версии, это были его братья (сыновья Иксиона и богини Нефелы), по другой — потомки Кентавра, сына Иксиона или брата Лапифа. В источниках упоминается сестра Пирифоя по имени Фисадия, взятая в плен Диоскурами вместе с матерью Тесея Эфрой и ставшая служанкой Елены (существует предположение, что это одно лицо с Клименой, упомянутой в «Илиаде»).
Матерью Пирифоя античные авторы называют Дию, дочь Деионея, Эионея или Гесионея; о последнем ничего не известно, кроме того, что он был убит собственным зятем. Имя Дия появляется в источниках не раньше V века до н. э. (у Гомера его нет). Согласно Нонну Панополитанскому, жена Иксиона была родом из Перребии — региона в северной Фессалии. Гомер в «Илиаде» утверждает, что отцом Пирифоя был не Иксион, а Зевс. Того же мнения Гелланик Лесбосский, Платон, автор схолий к «Аргонавтике» Аполлония Родосского, Псевдо-Гигин, Лукиан Самосатский. По одной из версий, Зевс соблазнил Дию, превратившись в жеребца, чтобы отомстить Иксиону за его страсть по отношению к Гере. Соответственно имя Пирифой эллины связывали с др.-греч. περιθεῖν — «обегать», поскольку Дия пыталась ускользнуть от Зевса, а тот кружил вокруг неё.
Генеалогия Пирифоя согласно Диодору Сицилийскому:
|        |        | Антион, сын Перифанта | Антион, сын Перифанта | Антион, сын Перифанта | Антион, сын Перифанта | Антион, сын Перифанта | Антион, сын Перифанта |        |        |        |        |        |        | Перимела, дочь Амифаона | Перимела, дочь Амифаона | Перимела, дочь Амифаона | Перимела, дочь Амифаона | Перимела, дочь Амифаона | Перимела, дочь Амифаона |         |         |  |  | Эионей | Эионей | Эионей | Эионей | Эионей  | Эионей |  |  |  |  |  |  |  |  |  |  |  |  |                |                |                |                |                |                |  |  |  |  |  |  |  |  |  |  |  |  |  |  |  |  |  |  |  |  |  |  |
|        |        | Антион, сын Перифанта | Антион, сын Перифанта | Антион, сын Перифанта | Антион, сын Перифанта | Антион, сын Перифанта | Антион, сын Перифанта |        |        |        |        |        |        | Перимела, дочь Амифаона | Перимела, дочь Амифаона | Перимела, дочь Амифаона | Перимела, дочь Амифаона | Перимела, дочь Амифаона | Перимела, дочь Амифаона |         |         |  |  | Эионей | Эионей | Эионей | Эионей | Эионей  | Эионей |  |  |  |  |  |  |  |  |  |  |  |  |                |                |                |                |                |                |  |  |  |  |  |  |  |  |  |  |  |  |  |  |  |  |  |  |  |  |  |  |
|        |        |                       |                       |                       |                       |                       |                       |        |        |        |        |        |        |                         |                         |                         |                         |                         |                         |         |         |  |  |        |        |        |        |         |        |  |  |  |  |  |  |  |  |  |  |  |  |                |                |                |                |                |                |  |  |  |  |  |  |  |  |  |  |  |  |  |  |  |  |  |  |  |  |  |  |
| Нефела | Нефела | Нефела                | Нефела                | Нефела                | Нефела                |                       |                       | Иксион | Иксион | Иксион | Иксион | Иксион | Иксион |                         |                         |                         |                         |                         |                         |         |         |  |  | Дия    | Дия    | Дия    | Дия    | Дия     | Дия    |  |  |  |  |  |  |  |  |  |  |  |  | Бут, сын Борея | Бут, сын Борея | Бут, сын Борея | Бут, сын Борея | Бут, сын Борея | Бут, сын Борея |  |  |  |  |  |  |  |  |  |  |  |  |  |  |  |  |  |  |  |  |  |  |
| Нефела | Нефела | Нефела                | Нефела                | Нефела                | Нефела                |                       |                       | Иксион | Иксион | Иксион | Иксион | Иксион | Иксион |                         |                         |                         |                         |                         |                         |         |         |  |  | Дия    | Дия    | Дия    | Дия    | Дия     | Дия    |  |  |  |  |  |  |  |  |  |  |  |  | Бут, сын Борея | Бут, сын Борея | Бут, сын Борея | Бут, сын Борея | Бут, сын Борея | Бут, сын Борея |  |  |  |  |  |  |  |  |  |  |  |  |  |  |  |  |  |  |  |  |  |  |
|        |        |                       |                       |                       |                       |                       |                       |        |        |        |        |        |        |                         |                         |                         |                         |                         |                         |         |         |  |  |        |        |        |        |         |        |  |  |  |  |  |  |  |  |  |  |  |  |                |                |                |                |                |                |  |  |  |  |  |  |  |  |  |  |  |  |  |  |  |  |  |  |  |  |  |  |
|        |        | кентавры              | кентавры              | кентавры              | кентавры              | кентавры              | кентавры              |        |        |        |        |        |        |                         |                         | Пирифой                 | Пирифой                 | Пирифой                 | Пирифой                 | Пирифой | Пирифой |  |  |        |        |        |        |         |        |  |  |  |  |  |  |  |  |  |  |  |  | Гипподамия     | Гипподамия     | Гипподамия     | Гипподамия     | Гипподамия     | Гипподамия     |  |  |  |  |  |  |  |  |  |  |  |  |  |  |  |  |  |  |  |  |  |  |
|        |        | кентавры              | кентавры              | кентавры              | кентавры              | кентавры              | кентавры              |        |        |        |        |        |        |                         |                         | Пирифой                 | Пирифой                 | Пирифой                 | Пирифой                 | Пирифой | Пирифой |  |  |        |        |        |        |         |        |  |  |  |  |  |  |  |  |  |  |  |  | Гипподамия     | Гипподамия     | Гипподамия     | Гипподамия     | Гипподамия     | Гипподамия     |  |  |  |  |  |  |  |  |  |  |  |  |  |  |  |  |  |  |  |  |  |  |
|        |        |                       |                       |                       |                       |                       |                       |        |        |        |        |        |        |                         |                         |                         |                         |                         |                         |         |         |  |  |        |        |        |        |         |        |  |  |  |  |  |  |  |  |  |  |  |  |                |                |                |                |                |                |  |  |  |  |  |  |  |  |  |  |  |  |  |  |  |  |  |  |  |  |  |  |
|        |        |                       |                       |                       |                       |                       |                       |        |        |        |        |        |        |                         |                         |                         |                         |                         |                         |         |         |  |  |        |        |        |        | Полипет |        |  |  |  |  |  |  |  |  |  |  |  |  |                |                |                |                |                |                |  |  |  |  |  |  |  |  |  |  |  |  |  |  |  |  |  |  |  |  |  |  |

### Кентавромахия

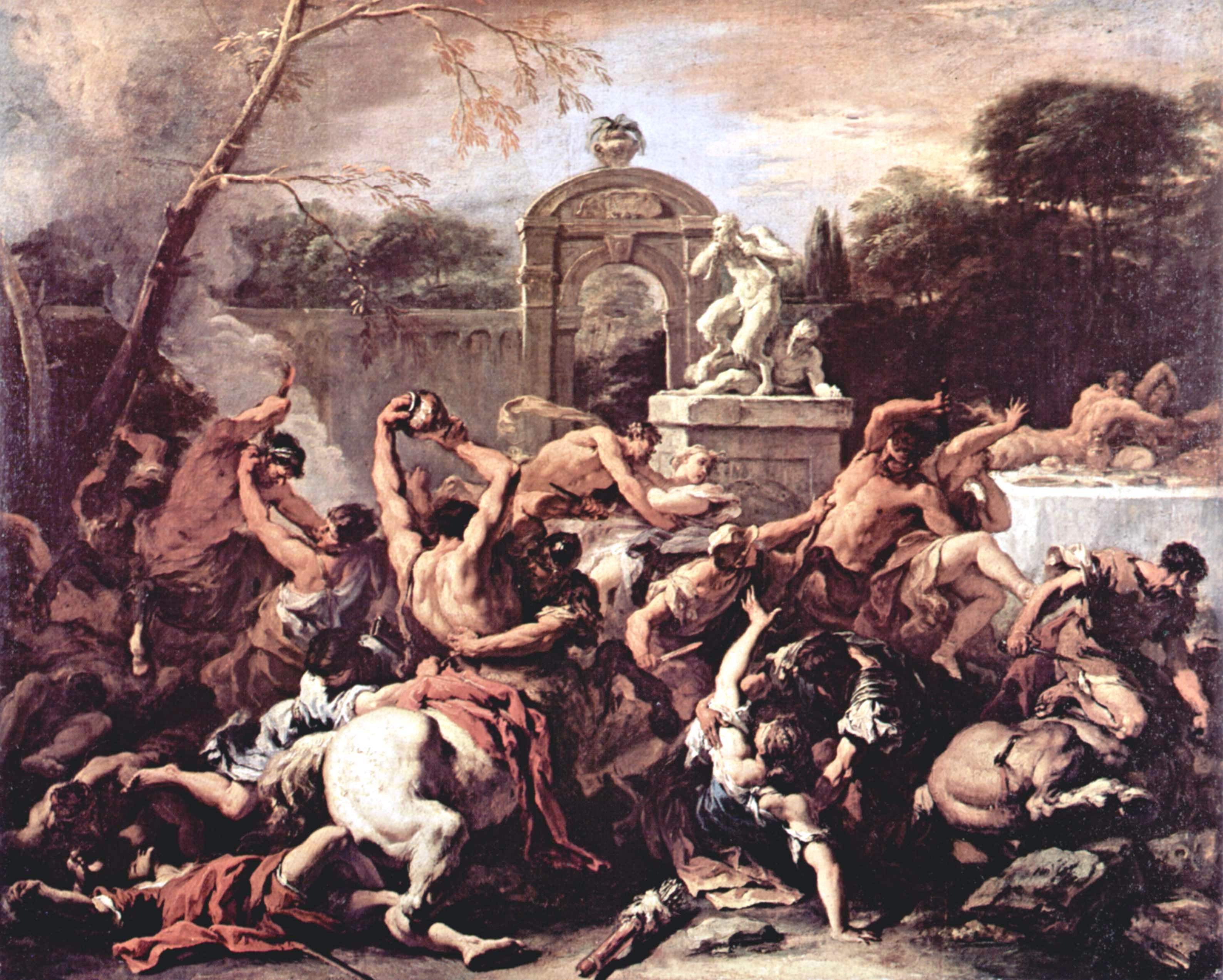
«Битва кентавров с лапифами». Себастьяно Риччи.
Около 1715 года. Частное собрание.

После того, как боги покарали Иксиона за его дерзость, царём лапифов стал Пирифой. Самый известный эпизод в его мифологической биографии — битва с кентаврами, которая произошла на его свадьбе (кентавромахия). Пирифой решил жениться на Гипподамии и пригласил на праздник, в числе прочих, кентавров как родственников либо с его стороны, либо со стороны невесты. Те, попробовав вина, быстро опьянели. Один из кентавров, по имени Евритион или Еврит, внезапно воспылал страстью к Гипподамии и попытался её похитить; его сородичи, по данным некоторых авторов, тоже начали хватать лапифских девушек и мальчиков. Лапифы во главе с Пирифоем напали на буянов с оружием в руках, те оказали ожесточённое сопротивление, используя посуду со столов, скамьи и даже стволы деревьев. Во время битвы множество кентавров было убито, но были погибшие и среди лапифов; это стало началом смертельной вражды.
Некоторые античные авторы добавляли к этому рассказу свои детали. Так, Гомер пишет в «Одиссее», что Евритиону за его «зверское буйство» лапифы отрезали уши и нос, но другие подробности не приводит: его слушателям наверняка была хорошо известна тема кентавромахии, которая к тому же не была связана с основным сюжетом поэмы. В «Илиаде» царь Пилоса Нестор вспоминает, как рядом с Пирифоем сражался «с лютыми чадами гор», и здесь, видимо, тоже имеется в виду кентавромахия. Пирифой прогнал кентавров с Пелиона к Пинду и решающую победу одержал в тот день, когда Гипподамия родила ему сына; отсюда следует, что война продолжалась по крайней мере почти год.
Существенно позже появилась новая версия причин войны. Вергилий в «Энеиде» первым написал о мести Ареса. Этот бог, согласно Вергилию, стал единственным из олимпийцев, кого Пирифой не пригласил на свадьбу — либо по забывчивости, либо осознанно; поэтому Арес решил сгубить лапифов и сделал кентавров своим орудием.
По версии Диодора Сицилийского, было две войны. После смерти Иксиона кентавры потребовали от Пирифоя часть наследства, получили отказ, начали военные действия, но потом согласились на мир. Тогда-то они и были приглашены на свадьбу, во время которой началась новая ссора. Дальше Диодор пишет, что лапифы потерпели поражение и бежали сначала на гору Фолоя в Аркадии, а потом в Лаконику; однако уже в следующем предложении сообщается, что на Фолое оказались кентавры, так что в тексте появляется внутреннее противоречие. Все остальные античные авторы пишут о победе лапифов.
В деталях сражение на свадьбе описывает Овидий. Согласно этому поэту, на стороне Пирифоя сражались, в частности, Тесей, Пелей, Дриант и Кеней. Царь лапифов пронзил копьём кентавра Петрея, собиравшегося сражаться со стволом дуба в руках, потом убил Лика, Хромида, Гелопа и обратил в бегство Диктида, который, спасаясь, упал в пропасть. Далее Овидий переходит к описанию подвигов Тесея; в конце концов, по его словам, лапифы одержали полную победу.

### Дружба с Тесеем

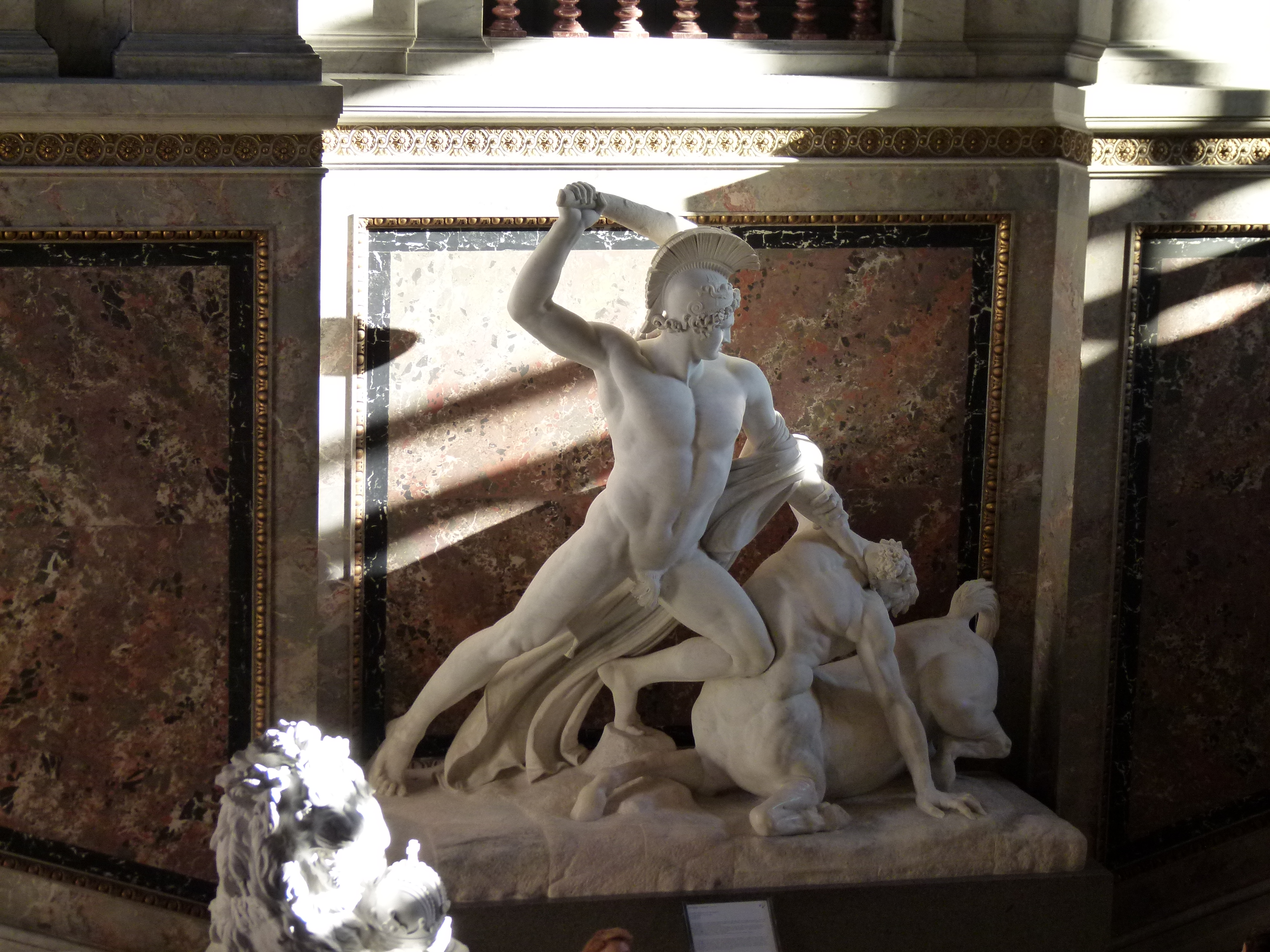
«Битва Тесея с кентавром».
Антонио Канова. 1805—1819 годы
Музей истории искусств в Вене.

Ещё один миф рассказывает о начале дружбы Пирифоя с царём Афин Тесеем, встреча с которым произошла во время разбойничьего набега. Как пишет Плутарх, узнав, что в Аттике появился новый могучий герой, славный своими подвигами, Пирифой решил испытать его. Он высадился у Марафона и угнал стадо царских коров; увидев, что Тесей преследует его, Пирифой не стал убегать. Когда «оба мужа завидели друг друга, каждый был восхищён красотою и отвагой противника». Они не начали сражаться: Пирифой объявил, что примет от Тесея любое наказание за угон скота, а тот простил его и тут же предложил дружбу. Герои на месте скрепили свои отношения клятвами (по альтернативной версии, Пирифой приехал в Аттику после убийства родича, чтобы очиститься). В гомеровском эпосе этот эпизод не упоминается, и исследователи полагают, что данная часть традиции сформировалась позже, чем сказания о кентавромахии, — к V веку до н. э. Изначально она не была связана с мифом о войне лапифов с кентаврами, так что античным авторам пришлось поработать над этим. Согласно Плутарху, Пирифой пригласил своего нового друга на свадьбу, а потом Тесей задержался в Фессалии до окончания войны; Геродор пишет, что Тесей на свадьбе не присутствовал, но поспешил на помощь Пирифою, как только узнал о начале конфликта. Овидий в «Героидах» относит пребывание афинского царя в землях лапифов к тому времени, когда его жена Федра пыталась завязать любовную связь с его сыном от первого брака Ипполитом.
Отныне Тесей и Пирифой были неразлучны и всё делали сообща. По версии Пиндара, они вместе воевали с амазонками; по версии Псевдо-Гигина, оба героя приняли участие в плавании аргонавтов в Колхиду за золотым руном под началом Ясона, а Овидий, Псевдо-Аполлодор и Стаций рассказывают об их участии в охоте на калидонского вепря в Этолии. Их совместным начинанием стала попытка насильно жениться на дочерях Зевса. В то время Тесей и Пирифой были уже пожилыми людьми: по данным Гелланика, Тесею было около пятидесяти лет.

«Тесей и Пирифой похищают Елену».
Франческо Приматиччо. 1530—1539 годы
Музей Боуз.

Друзья договорились, что совместными усилиями добудут по одной дочери бога на каждого. Сначала они отправились в Лакедемон за славившейся своей красотой Еленой — дочерью Зевса от местной царицы Леды (жены царя Тиндарея). По данным Гелланика, девочке было тогда семь лет, согласно Диодору Сицилийскому — десять, а согласно Псевдо-Аполлодору — двенадцать. Герои похитили Елену, когда та приносила жертвы или танцевала в храме Артемиды, и увезли в Аттику, уйдя от погони (спартанцы гнались за ними до Тегеи). В пути они бросили жребий, дав перед этим друг другу клятву, что похищенная девочка достанется в жёны победителю и что последний поможет другу обзавестись своей женой. Выпал жребий Тесея. По другим данным, изначально предполагалось, что Елена достанется именно ему.
Согласно классической версии мифа, друзья оставили похищенную девочку в аттическом селении Афидны под присмотром матери Тесея Эфры и сестры Пирифоя Фисадии (Тесей не захотел везти Елену в свою столицу, чтобы избежать недовольства афинян). Автор схолий к Аполлонию Родосскому пишет, что Елену оставили в Трезене, на родине Тесея. В надписи на одной античной вазе говорится, что девочку увезли в Коринф, а потом в Афины, а по данным Второго ватиканского мифографа она оказалась в Египте.

### Поход в загробный мир
Теперь героям нужно было добыть ещё одну дочь Зевса — для Пирифоя. На земле они не нашли никого подходящего, и тогда Пирифой предложил отправиться в загробный мир, чтобы похитить Персефону — дочь Зевса от Деметры и жену Аида. Таким образом, он проявил такую же дерзость, что и его отец, воспылавший когда-то желанием к богине Гере (по версии Гигина, идею Пирифою подал во сне сам Зевс, чтобы герой погубил себя). Тесей пытался разубедить друга, но был вынужден уступить, поскольку его связывал договор. Герои спустились в царство мёртвых либо в Аттике, у подножия одной скалы, либо у мыса Тенара в Лаконике, либо в Арголиде. Похищение не удалось: Аид обманул Пирифоя и Тесея, предложив им сесть на трон Леты, к которому они тут же приросли. Так, удерживаемые драконами, герои провели много времени (согласно Сенеке, четыре года). Лапифы за это время успели избрать себе новых вождей, а Елену освободили её братья Диоскуры; мать Тесея и сестру Пирифоя они сделали рабынями. По одной из версий, именно в те годы множество героев под началом Ясона отправилось на корабле «Арго» в Колхиду за золотым руном, так что Тесей и Пирифой не смогли принять участие в походе.
Друзья оставались в Аиде до прихода Геракла, которому нужно было по приказу Еврисфея вывести на землю Цербера. Увидев Геракла, Пирифой и Тесей протянули к нему руки с мольбой о помощи. Тот смог оторвать Тесея от скалы, но с Пирифоем, согласно большинству источников, ему это не удалось: Аид и Персефона не хотели прощать царя лапифов, так как именно он был инициатором дерзкого похода в загробное царство. Из-за усилий Геракла тряслась вся земля, но Пирифой оставался приросшим к камню. В результате герой остался в царстве мёртвых навечно. Впрочем, существуют версии, что Геракл освободил и вывел в мир живых обоих друзей; либо же что они оба остались в Аиде навсегда.
Согласно одной из альтернативных версий мифа, изложенной, в частности, Исократом и Лукианом, никакой изначальной договорённости двух героев о похищении дочерей Зевса не было. Тесей случайно увидел Елену во время одной поездки в Лакедемон и влюбился в неё; понимая, что Тиндарей не согласится на брак из-за того, что царевна ещё слишком юна, он решил похитить девочку. Пирифой вызвался ему помочь. По данным Диодора Сицилийского, это происходило, когда оба героя овдовели: Пирифой после смерти Гипподамии приехал в Афины, там узнал о гибели Федры и убедил Тесея в том, что ему следует перейти к решительным действиям по отношению к Елене. Именно это стало началом дружбы героев, и Тесей согласился принять участие в похищении Персефоны не из-за клятвы, а в знак благодарности.
Некоторые античные авторы поздней эпохи пытались рационализировать миф о походе в загробное царство. Так, Павсаний локализует это событие в Феспротии, где протекает река Ахерон: по его данным, Тесей и Пирифой во главе армии вторглись в эту страну, чтобы захватить дочь местного царя (по-видимому, царевна должна была достаться Тесею), но были разбиты, попали в плен и долго содержались связанными в городе Кихир. По другой версии, описанной у Плутарха, герои отправились в земли молоссов похищать дочь местного царя Аидонея Кору (это имя было одним из эпитетов Персефоны). У Аидонея был лютый пёс Кербер, с которым заставляли сражаться всех женихов царевны. Эта собака растерзала Пирифоя, а Тесей оказался в плену. По версии Филохора, Пирифой и Тесей с тем же результатом попытались похитить жену Аидонея по имени Персефона. Палефат пишет о царе молоссов Гадесе (это название загробного мира), в дочь которого Персефону влюбился благородный юноша по имени Пирифой. Узнав, что влюблённые намерены вместе бежать ночью, Гадес накануне привязал собаку Кербера у дверей спальни царевны. Пёс загрыз сначала Пирифоя, а потом и Персефону.
Ещё одним рационализатором мифа стал Страбон. Он пишет в своей «Географии»: «Вероятно, что Тесей и Пирифой… решились на долгие путешествия и оставили о себе славу, будто совершили нисхождение в Аид».

### Семья

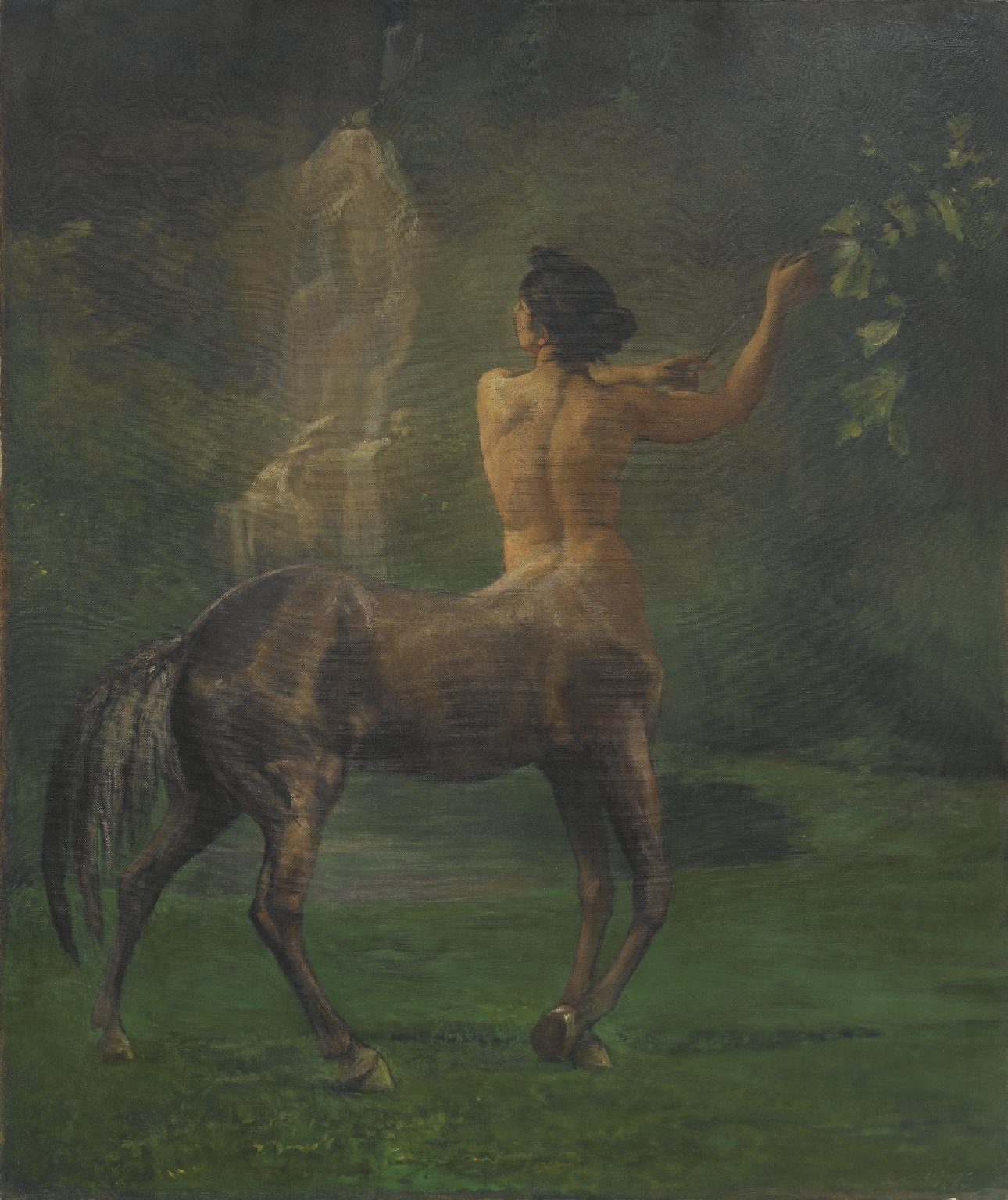
Кентаврица. Картина Джона Ла Фаржа, около 1887 года. Бруклинский музей.

Пирифой был женат на Гипподамии — по разным источникам, дочери фессалийца Бута (по одной из версий Бут был родом из Аттики), Атрака или царя Аргоса Адраста. В альтернативных версиях она носит имена Деидамия, Гипподама, Гиппоботея, Гиппокатия, Меланиппа. Автор схолий к «Одиссее» утверждает, что эта женщина принадлежала к народу кентавров, другие источники — что она была из лапифов. Многие комментаторы полагают, что именно жену Пирифоя имел в виду Секст Проперций, говоря в одной из своих элегий об Исхомахе — «героине из рода лапифов, желанной добыче для кентавров в разгар пьяного пира»; есть и мнение, что это могла быть жена какого-то другого лапифа. Сервий в комментарии к «Георгикам» Вергилия называет женой Пирифоя Деяниру, а автор схолий к Гесиоду — Дию, но эти писатели могли просто спутать Пирифоя с Гераклом и Иксионом соответственно.
Супруга родила Пирифою сына Полипета, которого античные авторы упоминают в числе женихов Елены Прекрасной и участников Троянской войны.

## В культуре
В исторические времена в Греции существовал культ Пирифоя. В источниках упоминается его святилище в Аттике, недалеко от Колона и рядом со святилищами Тесея, Эдипа и Адраста. Предположительно Пирифой стал эпонимом одного из аттических демов. Путникам ещё во II веке н. э., во времена Павсания, показывали место в афинском серапеуме, где царь лапифов заключил договор с Тесеем о вечной дружбе.
Со времён античности Пирифой и Тесей стали таким же примером идеальной мужской дружбы, как Орест и Пилад, Ахилл и Патрокл, Евриал и Нис. Такие отношения, по мнению ряда исследователей, могли восприниматься в древности как однополая любовь.

### Античное изобразительное искусство

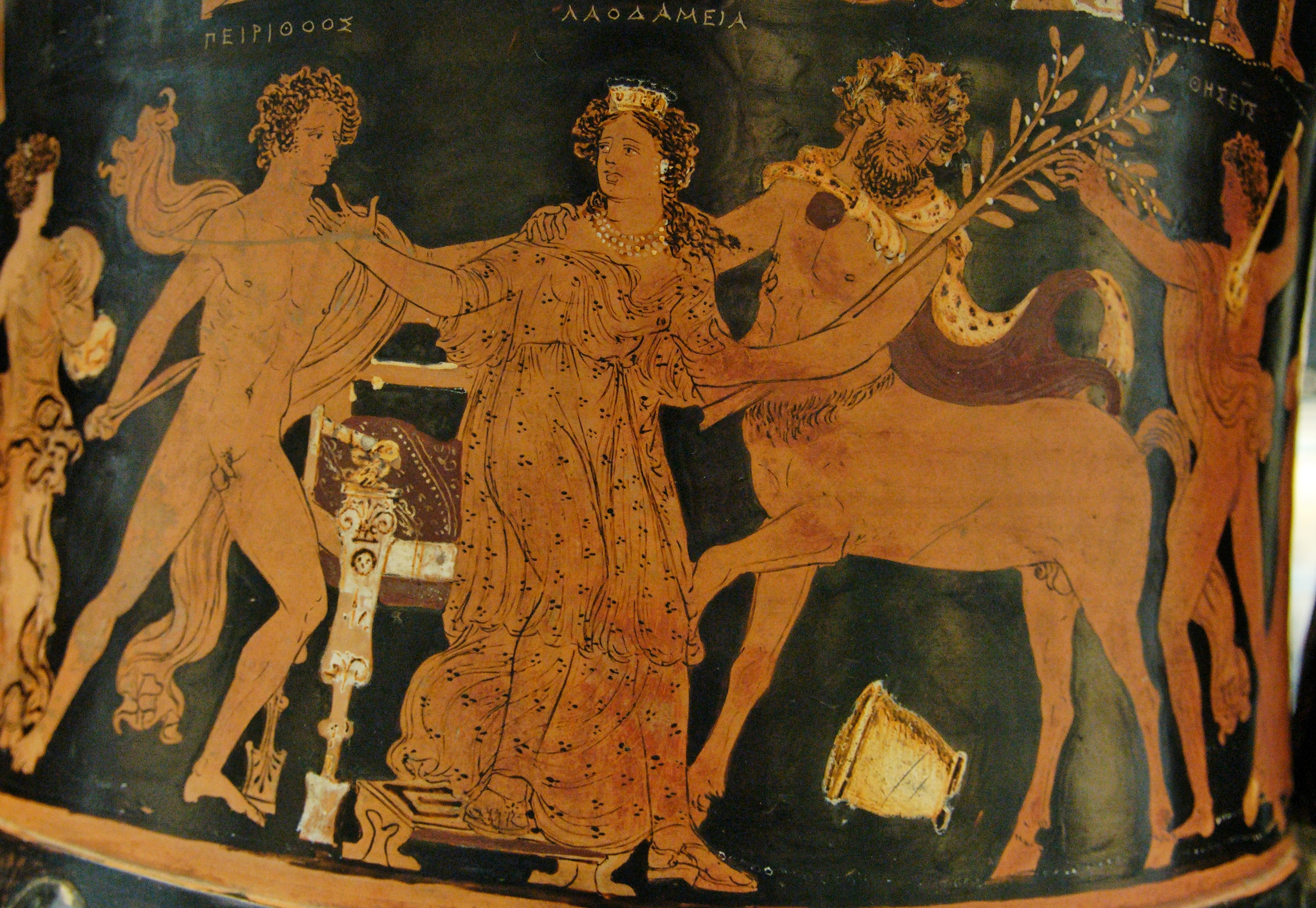
Пирифой, Гипподамия, Кентавр и Тесей. Апулийский Краснофигурный кратер. 350—340 годы до н. э. Британский музей.

Битва лапифов с кентаврами стала с V века до н. э. одним из излюбленных сюжетов в античном изобразительном искусстве. На одной из фресок в Помпеях изображён момент, когда кентавры с подарками в руках входят во дворец Пирифоя перед началом свадьбы; хозяин их приветствует. На заднем фронтоне храма Зевса в Олимпии Алкамен, «человек, живший в одно время с Фидием и считавшийся вторым после него в ваянии», изобразил попытку похищения Гипподамии и битву кентавров с лапифами. По мнению Павсания, жених, замахивающийся на Евритиона/Еврита коротким мечом, занимает центральное место в композиции, но в действительности главным героем является скорее Аполлон. Та же битва была изображена на стамносе, сохранившиеся фрагменты которого хранятся в Берлине, на северном и западном фризах храма Аполлона в Фигалее, на метопах афинского Парфенона, на одном из фризов гробницы Мавсола в Галикарнасе, на амфоре из Клазомен, от которой сохранились два фрагмента, на аттическом килике, хранящемся в Бостоне. На кратере, хранящемся в Вене, Пирифой освобождает невесту, на мраморном рельефе из Геркуланума держит кентавра левой рукой за волосы, одновременно вонзая меч ему в грудь.
Пирифой был изображён среди участников калидонской охоты на переднем фронтоне храма Афины Алеи в Тегее в Аркадии. Похищение Елены стало темой рельефа на троне Аполлона Амиклейского, краснофигурной росписи на протокоринфском лекифе VII века до н. э., росписи этрусской вазы из Вольсиний, которая хранится в Мюнхене (на ней Тесей несёт Елену, а Пирифой идёт сзади, оглядываясь на преследователей). Согласно Павсанию, Пирифой и Тесей были изображены на картине Панэна в храме Зевса в Олимпии.

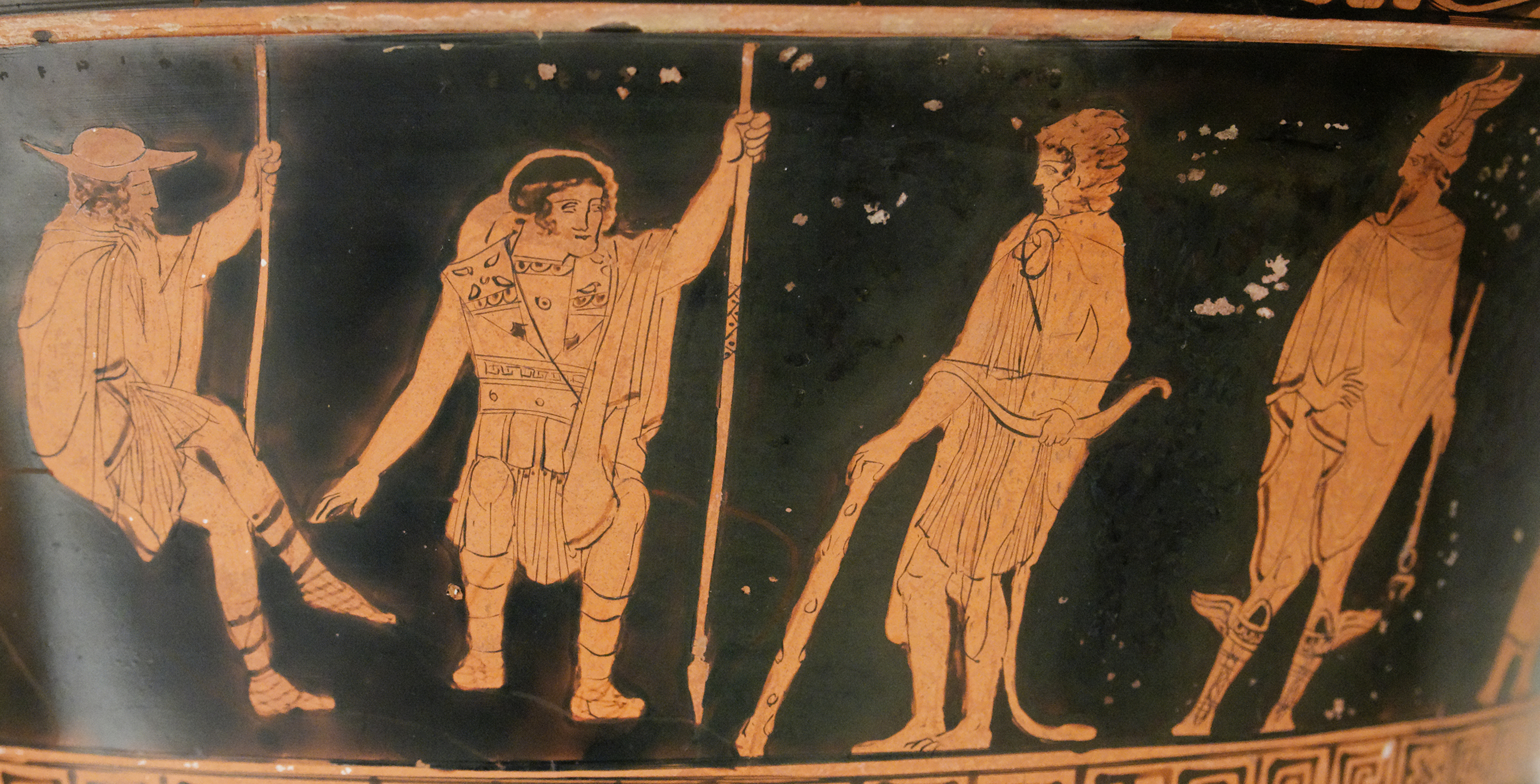
Тесей, Пирифой, Геракл, Гермес в Аиде. Краснофигурный кратер. 450—440 годы до н. э. Метрополитен-музей.

Тесей и Пирифой оказались в числе персонажей картины Полигнота, изображавшей загробное царство и находившейся в первые века н. э. в Дельфах. По словам Павсания, на этой картине «Тесей держит в руках мечи, свой и Пирифоя, а Пирифой только смотрит на эти мечи; можно подумать, что он негодует на эти мечи, оказавшиеся столь бесполезными им и ненужными в этом дерзком предприятии». Сохранились апулийская ваза, на которой героев терзают эринии, и произведение этрусской стенной живописи из Корнето, на котором Пирифоя и Тесея обвили змеи. На аттическом кратере в Метрополитен-музее изображено появление в загробном царстве Геракла (Пирифой сидит на камне и смотрит на сидящего рядом Тесея). На лекифе, хранящемся в Берлине, Геракл пытается освободить Пирифоя. Единого типа внешности героя на всех этих изображениях нет: так, Пирифой то бородат, то не носит бороду.

### Античная литература
Самые ранние из сохранившихся литературных произведений, в которых фигурирует Пирифой, — это поэмы Гомера. В них несколько раз упоминается кентавромахия, а Одиссей, оказавшись в загробном мире, хочет увидеть Пирифоя и Тесея; при этом остаётся неясным, был ли знаком Гомеру миф о походе друзей в царство мёртвых за Персефоной. Существует мнение, что соответствующая строчка («славных, богами рождённых, Тесея царя, Пиритоя») была вставлена в «Одиссею» только в VI веке до н. э. по приказу афинского тирана Писистрата, желавшего угодить таким образом афинянам; впрочем, исследователи допускают, что эта строка могла появиться в то время, когда складывался канонический текст поэм.
По словам Павсания, Гесиод написал поэму «о том, как Тесей сходил в подземное царство вместе с Пирифоем». Этот же сюжет разрабатывали Паниасид в отдельной поэме и Пиндар в песне в честь Диоскуров (подробности неизвестны, так как текст не сохранился). Пиндар и Гелланик, по-видимому, первыми объединили два не связанных между собой мифа — о похищении Елены и походе за Персефоной. Сохранились две строки из поэмы неизвестного автора «Миниада», касающиеся Пирифоя и Тесея:

Лодки для мёртвых, которую водит Харон, перевозчик

Старый, прибывши туда, они не нашли у причала.
— Павсаний. Описание Эллады, X, 28, 2.
В VI—V веках до н. э. Пирифой оказался настолько популярен, что писатели начали искусственным образом включать этого персонажа в новые для него мифологические циклы (так же, как Тесея и Геракла). В частности, Пиндар или один из его предшественников сделал Пирифоя участником войны с амазонками и пленения Антиопы. Детали этой версии остаются неясными: царь лапифов принял участие либо в походе Геракла на Фемискиру, либо в обороне Аттики от амазонок. Последний вариант подтверждается одним эпиграфическим источником. Более поздние авторы (Овидий, Стаций, Псевдо-Аполлодор) сделали Пирифоя участником охоты на калидонского вепря в Этолии, на которую собралось множество героев со всей Эллады.
В источниках упоминаются по крайней мере три античные трагедии под названием «Пирифой». Одна из них была написана Ахеем Эретрийским, другая — либо Еврипидом, либо Критием (она стала частью тетралогии наряду с трагедиями «Радамант» и «Тенн» и сатировской драмой «Сизиф»), третья — Аристофоном. Сюжет второй пьесы известен. Речь в ней идёт о походе в загробный мир, причём цепями там сковывают только Пирифоя; Тесей, оставшийся свободным, отказывается покинуть друга. Появившийся в Аиде Геракл выводит на поверхность земли обоих героев. В сохранившемся монологе Тесей объясняет Пирифою, что его сковывают узы стыда, которые сильнее бронзы. Возможно, царь лапифов действовал также в трагедии Эсхила «Перребиянки».
Пирифой стал персонажем и римской литературы, в которой активно использовались сюжеты греческой мифологии. В «Энеиде» Вергилия Харон рассказывает Энею во время переправы через Стикс, что «был не рад, когда… на берег на тот перевёз Пирифоя с Тесеем, хоть от богов рождены и могучи были герои». В отличие от классической версии мифа, в этой поэме Пирифой и его отец Иксион несут в загробном мире то же наказание, что и Тантал: они страдают от голода, хотя совсем рядом стоят роскошные яства, приготовленные для пира, а над их головами вечно висит огромный камень. Овидий в «Метаморфозах» первым дал пространное описание кентавромахии, причём назвал по имени 55 кентавров и 23 лапифов.

### Средние века, Новое и Новейшее время

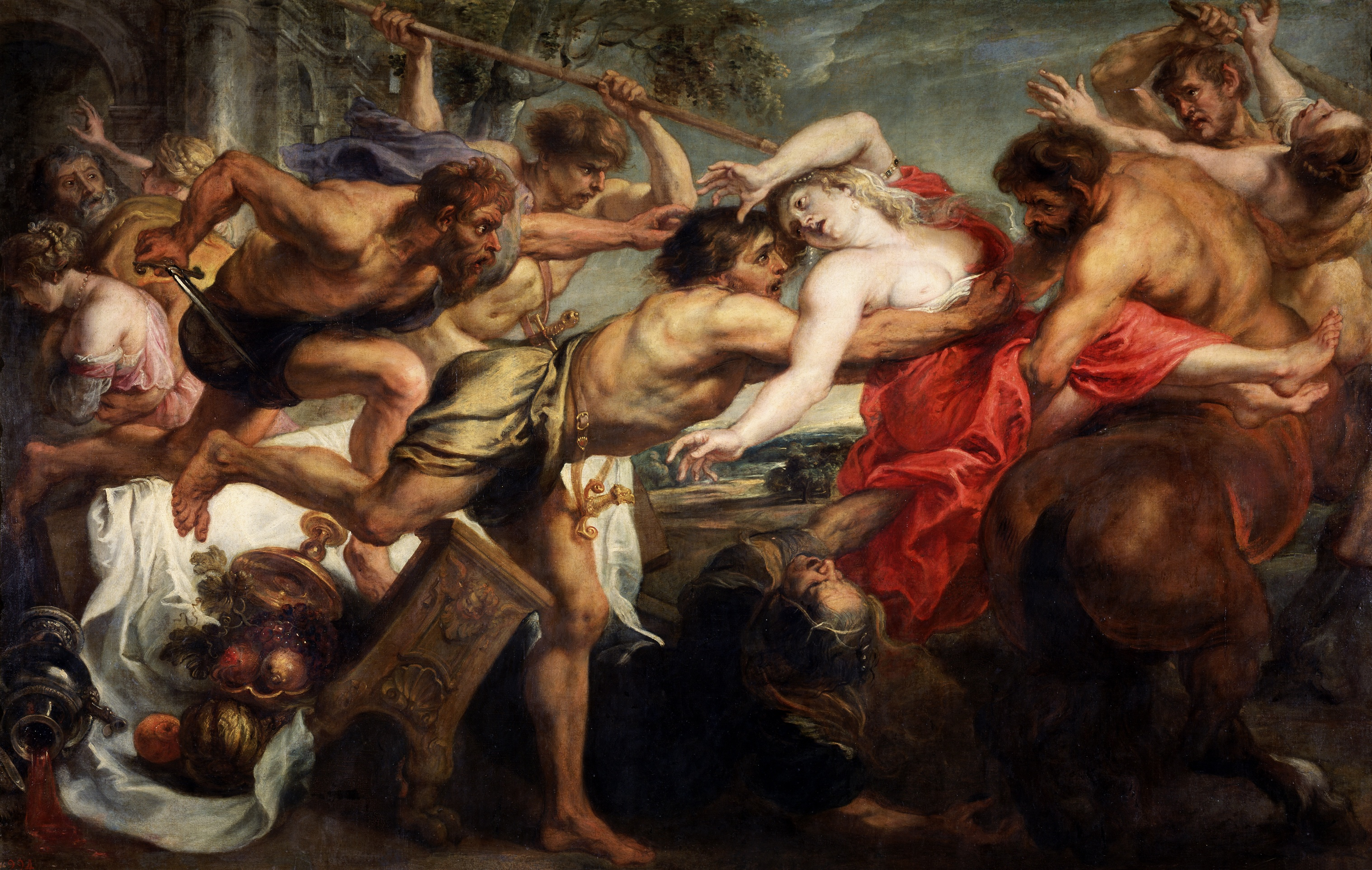
«Похищение Гипподамии». Питер Пауль Рубенс. 1636—1638 годы. Прадо.

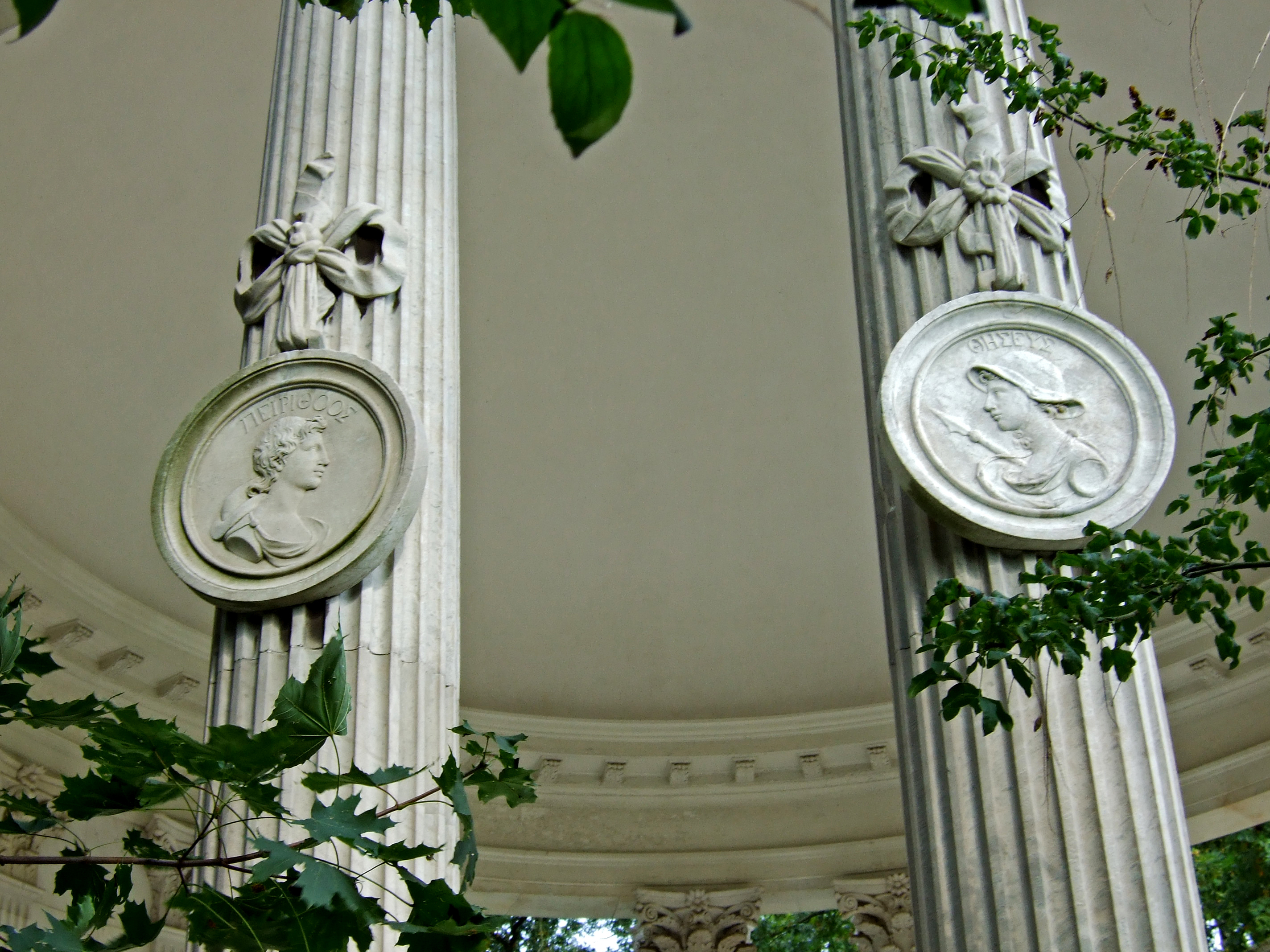
Барельефы Пирифоя и Тесея в храме дружбы в парке Сан-Суси в Потсдаме. 1769—1770 гг.

В средневековой литературе мифы о Пирифое получили совершенно новое толкование. Так, в «Романе о Розе» (XIII век) эпизод с походом в загробный мир сближается с мифом об Орфее и Эвридике: Пирифой умирает, но Тесей так любит его, что отправляется за ним в царство мёртвых. Во французской поэме XIV века «Морализованный Овидий» кентавромахия изображена в виде аллегории, где Пирифой ассоциируется с Иисусом Христом, его невеста Гипподамия с человеческой душой, а кентавры — с грехами или грешниками. В пьесе итальянца Федерико делла Валле «Юдифь» проводится параллель между мифом и эпизодом из Ветхого Завета: ассирийские солдаты перед пиром, организованным Олоферном в честь победы над израильтянами, устраивают резню на свадьбе персонажа по имени Пирифой.
Кентавромахия стала популярным сюжетом европейской живописи эпохи барокко. Эту сцену изображали Питер Пауль Рубенс (1637/38 год), Лука Джордано, Карел Дюжарден (1667 год), Себастиано Риччи (1705 год), Франческо Солимена (1735/40 год) и другие художники. Микеланджело Буонарроти в 1492 году создал рельеф на этот сюжет.
Пирифой не становился центральным героем крупных литературных или живописных произведений. Даже его более известный друг Тесей чаще появлялся в книгах и на картинах в качестве героя второго плана, и это были эпизоды, не связанные с Пирифоем. Последний действует только в двух романах, где Тесей является заглавным героем, — у Андре Жида («Тесей», 1946 год) и Мэри Рено (дилогия «Тесей», 1958—1962 годы). В романе Жида Пирифой сопровождает Тесея начиная с его плавания на Крит и, в частности, спускается вместе с другом в Лабиринт; в изображении Рено герои встречаются, как у античных авторов, у Марафона, где Пирифой пытается угнать принадлежащее Тесею стадо коров. Главный герой в этой книге так описывает свои впечатления от знакомства:

Я чувствовал — как это бывает иногда, — что встретил демона своей судьбы. Я не знал, что принесёт он — добро или зло, — но сам по себе он был хорош. Так лев хорош своей красотой и доблестью, хоть он и пожирает твое стадо; он рычит на копья над оградой, и факелы высекают искры из его золотых глаз, — и ты любишь его, хочешь того или нет.
— Мэри Рено. Бык из моря, V.
По мнению ряда исследователей, отношения Пирифоя и Тесея могли также рассматриваться как гомосексуальные. Такие трактовки имеют место при рассмотрении, например, поэмы «Королева фей» Эдмунда Спенсера, пьесы «Эдуард II» Кристофера Марло, пьесы «Два знатных родича» (1613—1614) Уильяма Шекспира, произведений Уильяма Годвина, а также барельефных изображений Пирифоя и Тесея в Храме дружбы в парке Сан-Суси под Берлином, в резиденции короля Пруссии Фридриха Великого.

### Интерпретация мифа в науке

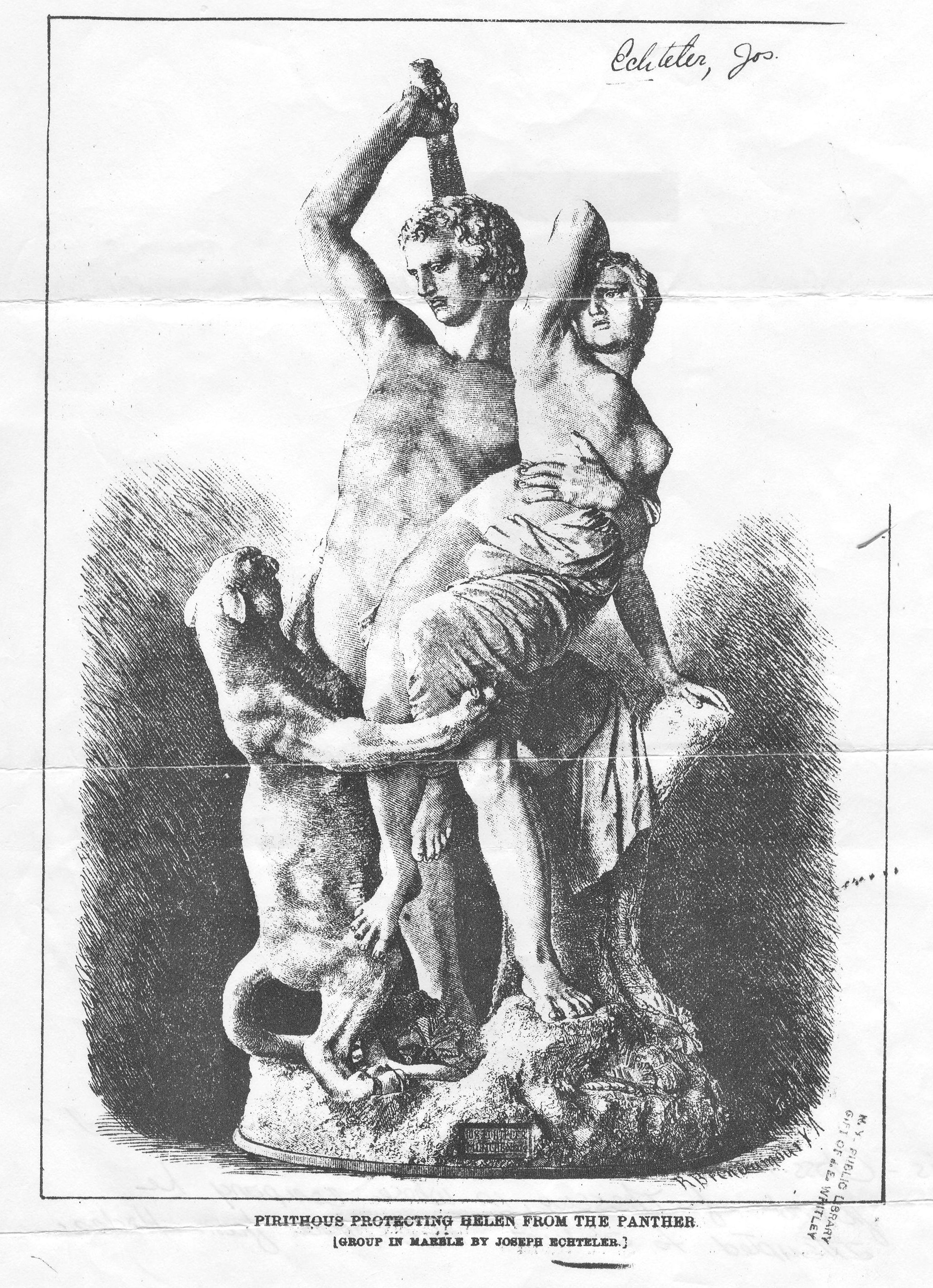
«Борьба Пирифоя за Елену». Ксилография скульптурной группы Йозефа Эхтелера. 1880

Антиковеды полагают, что во II тысячелетии до н. э. в северной Фессалии, в районе Пелиона и Оссы, и в самом деле существовало племя лапифов, принадлежавшее к постпеласгическому населению Греции и вытесненное в какой-то момент пришедшими с севера дорийцами. Судя по мифологической традиции, лапифы отличались воинственностью и независимым характером. В соответствии с этим Пирифой имеет в античных текстах репутацию безрассудно храброго человека, который никогда не отступает и готов даже оскорбить богов. Этот персонаж имеет черты архаического героя: он занят только войнами, набегами, охотой и похищением женщин.
Существует гипотеза о том, что Пирифой и Тесей изначально оба принадлежали к фессалийскому мифологическому циклу. Оба могли считаться сыновьями сразу двух отцов — земного и божественного. Приблизительно в VII веке до н. э. предания о Тесее укоренились на северо-востоке Аттики (в районе Марафона), а вслед за этим начали появляться и крепнуть связи с Аттикой мифов о Пирифое. Согласно этой гипотезе, изначально битва лапифов с кентаврами не имела никакого отношения к свадьбе Пирифоя и Гипподамии: Гомер сообщает о победе над кентаврами, одержанной в тот день, когда родился Полипет, и это была та самая кентавромахия, которую позже описали многие авторы. Именно Тесей мог быть предводителем лапифов в этой битве, их царём и легендарным прародителем; но, поскольку более поздняя мифологическая традиция сделала его царём Афин, роль Пирифоя в фессалийском цикле мифов стала более заметной.
Согласно ещё одной версии, Иксион был солнечным богом у эолийцев, а вслед за ним и Пирифой был либо божеством, либо связанным с Солнцем героем.